# (13049) Butov
(13049) Butov es un asteroide perteneciente al cinturón de asteroides, región del sistema solar que se encuentra entre las órbitas de Marte y Júpiter, descubierto el 15 de septiembre de 1990 por Liudmila Zhuravliova desde el Observatorio Astrofísico de Crimea (República de Crimea).

## Designación y nombre
Designado provisionalmente como 1990 RF17. Fue nombrado en honor de Anatolij Sergeevich Butov (n. 1939), experto en el campo de la informática en la economía del transporte, es el rector de la Universidad Estatal de San Petersburgo para las comunicaciones por agua.

## Características orbitales
Butov está situado a una distancia media del Sol de 2,573 ua, pudiendo alejarse hasta 2,995 ua y acercarse hasta 2,152 ua. Su excentricidad es 0,164 y la inclinación orbital 13,448 grados. Emplea 1507,66 días en completar una órbita alrededor del Sol.
Pertenece a la familia de asteroides de (15) Eunomia.

## Características físicas
La magnitud absoluta de Butov es 13,37. Tiene 4,692 km de diámetro y su albedo se estima en 0,462. 